# Heinkel HD 28
L'Heinkel HD 28 era un idroricognitore monomotore biplano sviluppato dall'azienda tedesca Ernst Heinkel Flugzeugwerke AG negli anni venti.
Progettato come proposta per il mercato giapponese, venne costruito in un solo esemplare come dimostratore tecnologico in previsione di poter vendere la licenza di produzione, tuttavia presentato alle autorità militari della Marina imperiale giapponese non riscosse l'interesse sperato ed il suo sviluppo venne interrotto.

## Storia del progetto
Nel 1926 Ernst Heinkel, in previsione di una possibile necessità di rinnovo ed espansione del parco velivoli della Marina imperiale giapponese, decise di avviare lo sviluppo per un nuovo modello da proporre a tale scopo.
Il progetto era relativo ad un modello dall'impostazione convenzionale, un idrovolante a scarponi dalla velatura biplana, con fusoliera triposto ad abitacoli separati e impennaggio con elemento verticale che si estendeva anche sotto la coda.
Il prototipo, realizzato dalla Heinkel, venne inviato alla Aichi Tokei Denki come aereo campione per una sua possibile produzione in serie, la quale a sua volta lo presentò alla commissione della marina che gli assegnò, in base alle convenzioni di designazione in uso, la designazione di idrovolante da ricognizione sperimentale triposto Aichi. Tuttavia, durante le prime prove di valutazione, i problemi legati al malfunzionamento del motore gli impedirono di raggiungere le prestazioni minime richieste dalle specifiche. Venne quindi rinviato all'azienda con la richiesta di risolvere il problema unitamente alla riduzione di peso complessivo senza però aver successo. La marina imperiale ad una successiva valutazione scartò definitivamente il modello ed il suo sviluppo venne interrotto.

## Tecnica
L'HD 28 era un idrovolante a scarponi dall'impostazione, per l'epoca, convenzionale: un monomotore in configurazione traente, triposto ad abitacoli aperti e velatura biplana.
La fusoliera, realizzata con struttura lignea, era caratterizzata dalla presenza di tre abitacoli aperti in tandem, il primo destinato al pilota, il centrale all'osservatore e l'ultimo, dotato di supporto ad anello per l'armamento difensivo, per il mitragliere. Posteriormente terminava in un impennaggio cruciforme caratterizzato dall'elemento verticale che si estendeva verso il basso raccordato ad una lunga pinna ventrale.
La configurazione alare era biplana, con ala superiore, collocata alta a parasole, ed inferiore, collocata bassa sulla fusoliera, di ugual apertura, non scalate, collegate tra loro da una sola coppia di montanti interalari per lato e alla fusoliera tramite una serie di puntoni.
La capacità di operare dalla superficie acquatica era assicurata dalla presenza due grandi galleggianti a scarponi collegati tramite un castello tubolare alla parte inferiore della fusoliera.
La propulsione era assicurata da un motore Lorraine-Dietrich 18 K, un 18 cilindri a W raffreddato a liquido in grado di erogare una potenza pari a 650 hp (485 kW) posizionato all'apice della fusoliera ed abbinato ad un'elica quadripala.